# Strumigenys wilsoni

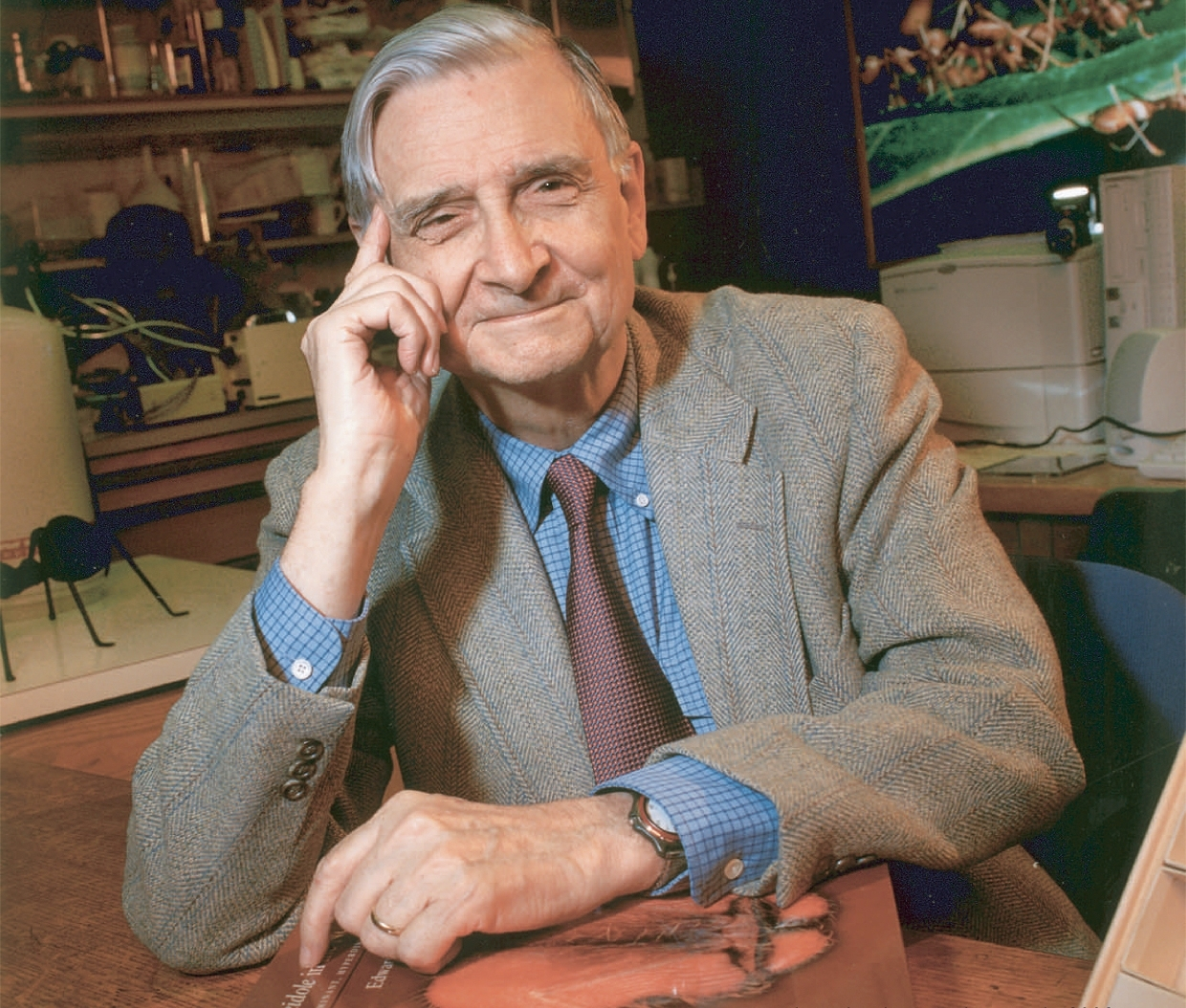
Профессор Эдвард Уилсон, в честь которого был назван новый вид.

Strumigenys wilsoni  (лат.) — вид мелких земляных муравьёв из подсемейства Myrmicinae. Папуа — Новая Гвинея.
Мелкие муравьи (около 2 мм) с сердцевидной головой, расширенной кзади и с глубокой выемкой.
Голова, грудь и диск постпетиоля сетчато-пунктированные. Вентролатеральные углы головы перед глазами без выемки. Проподеум с узким килем, его задний край вогнутый. Голова узкая, скапус усика длинный; индекс головы CI = 70, индекс скапуса SI = 82.
Основная окраска желтовато-коричневая. Усики 6-члениковые. Мандибулы длинные, линейные (с несколькими апикальными зубцами). Стебелёк между грудкой и брюшком состоит из двух члеников: петиолюса и постпетиолюса (последний четко отделен от брюшка), жало развито, куколки голые (без кокона). Специализированные охотники на коллембол. Вид был впервые описан в 1969 году американским мирмекологом Уильямом Брауном (Brown William L. Jr., 1922—1997) и назван в честь профессора Эдварда Осборн Уилсона (Edward Osborne Wilson) за его вклад в мирмекологию.